# Парлін (Моґіленський повіт)
Парлін (пол. Parlin) — село в Польщі, у гміні Домброва Моґіленського повіту Куявсько-Поморського воєводства.
Населення — 473 особи (2011).
У 1975-1998 роках село належало до Бидгощського воєводства.

## Демографія
Демографічна структура станом на 31 березня 2011 року:
|          | Загалом | Допрацездатний вік | Працездатний вік | Постпрацездатний вік |
| -------- | ------- | ------------------ | ---------------- | -------------------- |
| Чоловіки | 230     | 56                 | 153              | 21                   |
| Жінки    | 243     | 48                 | 142              | 53                   |
| Разом    | 473     | 104                | 295              | 74                   |